# شرکت سی‌آرسی سهامی خاص
|                        |  |                      |  |                         |
| محمد خاتمی (۱۲۹۷–۱۳۵۴) |  | علی عبده (۱۳۰۳–۱۳۵۸) |  | فاطمه پهلوی (۱۳۰۷–۱۳۶۶) |

شرکت سهامی سی‌آرسی با مسئولیت محدود (CRC) یک شرکت مسئولیت محدود در ایران بود که در سال ۱۳۴۲ بنیانگذاری شد. این شرکت در ۸ فروردین ۱۳۴۲ فعالیت خود را آغاز کرد و در ۱۸ فروردین به ثبت رسمی رسید. بنیان‌گذاران و سهامداران اصلی این شرکت طبق آگهی تاسیس آن علی عبده، نورالله القانیان، امیرمحمد شریفی و هویک آقابیک بودند. سرمایه شرکت در ابتدا ۱/۲۵۰/۰۰۰ تومان بود. علی عبده به عنوان مدیرعامل، شریفی به عنوان مدیر فنی و آقابیک به عنوان مدیر مالی انتخاب شدند. زمینه فعالیت شرکت، تشکیل سازمان‌های ورزشی و تفریحات سالم بود.
فاطمه پهلوی و محمد خاتمی از سال ۱۳۴۶ به ترکیب سهامداران شرکت سی‌آرسی اضافه شدند و در خرداد ۱۳۵۷ سهام خود را فروخته و از شرکت خارج شدند. آخرین ترکیب سهامداران این شرکت در سال ۱۳۵۷ طبق آگهی روزنامه رسمی علی عبده با ۳۳ درصد سهام، احمد خیامی با ۲۸ درصد سهام، مهدی عبده با ۱۵ درصد سهام، اصغر حدادزاده با ۱۴ درصد سهام و نورالله القانیان با ۱۰درصد سهام بودند.
این شرکت تأسیسات ورزشی در جاده قدیم شمیرانات احداث کرد که به بولینگ عبده شهرت داشت. شرکت سی‌آرسی همچنین مالک باشگاه فوتبال پرسپولیس تهران بود. دارایی‌های این شرکت پس از انقلاب ۱۳۵۷ با حکم دادگاه مصادره و در اختیار بنیاد مستضعفان انقلاب اسلامی قرار گرفت. نام شرکت در تاریخ ۱۲ شهریور ۱۳۶۵ در مجمع عمومی فوق‌العاده به مجموعه فرهنگی ورزشی شهید چمران و ماهیت حقوقی آن نیز از ابتدای سال ۱۳۶۷ به سهامی خاص تغییر کرد.